# 洛姆-圣菲利贝尔站
洛姆-圣菲利贝尔站是法国北部城市里尔的一个地铁车站，位于里尔地铁2号线上，是该线路的西南端终点站，自1989年4月1日起开放。

## 位置
洛姆-圣菲利贝尔站（50°39'0"N, 2°58'12"E）位于洛姆境内，后者已于2000年整体并入里尔的市镇范围。

## 设施
洛姆-圣菲利贝尔站站为一个高架车站，地面层设有自动售票机及无障碍设施，站台层则设有自动显示器、屏蔽门等设施。

## 站台设置
| 东北↑ |      |                   |
|       | 侧式 |                   |
|       |      | （终点，仅下客）  |
|       |      | 德龙中心医院方向→ |
|       | 侧式 |                   |
| 西南↓ |      |                   |

## 配套交通

### 城市公共交通
| 洛姆-圣菲利贝尔站附近的公共交通线路 |            |                              |
| 公交车站名称                        | 位置       | 停靠线路                     |
| 地铁洛姆-圣菲利贝尔站               | 地铁站附近 | L99 CO2 61 62 64 65 75 76 80 |
| 1.                                  |            |                              |

### 社会车辆
洛姆-圣菲利贝尔站附近设有社会车辆停车场。

## 临近车站
| 上一站 | 里尔地铁 | 里尔地铁      | 里尔地铁 | 下一站             |
| ------ | -------- | ------------- | -------- | ------------------ |
| 起訖站 |          | 里尔地铁2号线 |          | 布尔往德龙中心医院 |